# SONGS -30th Anniversary Edition-
『SONGS -30th Anniversary Edition-』（ソングス サーティース・アニバーサリー・エディション）は、2005年12月7日に発売された、シュガー・ベイブのアルバム『SONGS』のリイシュー・アルバム。

## 解説
2005年、大滝詠一の主宰するナイアガラ・レーベルの第一弾として1975年に発表されたシュガー・ベイブ唯一のアルバム『SONGS』の発売30周年を記念して新たにボーナス・トラックを多数収録、笛吹銅次こと大滝によるリマスタリングで再CD化された“30th Anniversary Edition”。これまでのCD化について、大滝は「最初は『NIAGARA CD BOOK I』で。CDになるからCDのような音にした方がいいんじゃないかと、86年当時は思ったんですけどね。自分はアマチュア・エンジニアだったから、プロのエンジニアの人だったらどうだったんだろうかという、もし、75年の時点で誰かプロのエンジニアでやっていたらという。初CD化のときでもう10年も経っているし、技術も変わっているからその仮説の証明にはならないんだけども、ちょっとそれをやってみたかったわけですよ。やっぱりプロがやると違うなと思ってね。僕はアマチュアとしての力量をはっきりと知らされたというかね。ところが山下くんから、いやいや、ああいうものは味のもんなんだ、って言われて。あれはオリジナルじゃなきゃだめだよって。それで94年にイーストウエスト盤を出したんです」という。
リマスタリングのテーマは“あるがまま”だとし、「アナログをトランスファーしたままをスルーで。1曲ずつ動かしてったりとかはしない。だから繰り返して聴いたらよくなるはずです。で、繰り返して聴いたら印象が変わっていくっていう。今はいろいろ変えられるから、一曲ごとに変えてるともうのっぺりした印象になる、繰り返して聴くと。昔、アナログのカッティングって、始めたら1曲ずつは変えられなかったのよ。あれのよさがあると私は考えているわけ。だから本編は一切いじってないです。ボーナスは本編に合わせるようにいじりました。このナイアガラの30周年記念は、プロデューサー/エンジニア、笛吹銅次としての30年後の答えでもあるんですよ、実は。だからこれは30周年記念が全部終わったときにトータライズしたものが多分見えてくるはずですから。だけど、30年経ったので経年変化はあるんだけども、経年変化もまた嬉しからずやと。技術が革新するごとにアップデートして今のものに合わせていくというのではなくて、そのときのものを自然な形で保存していく。そこにたどり着きましたね」という。本作のクレジットを見る限り、アナログのマスターテープ素材を音響ハウスでデジタル変換後、さらにソニーのスタジオでもう一度デジタル変換し直し、大滝の福生45スタジオに持ち込みデジタル領域でマスタリングが施されたことになる。

## アートワーク、パッケージ
CDの帯には以下のキャッチコピーが記載されている。
ブックレットには、「シュガー・ベイブ『SONGS』30周年を迎えて」と題し、レコーディング・メンバーである山下達郎、大貫妙子、村松邦男、野口明彦、上原裕のほか、伊藤銀次と寺尾次郎によるコメント、「『SONGS』30周年を迎えて」と題した大滝のコメントを収載。オリジナル・エレック盤の歌詞カードも折込み封入。ジャケットの紙質と裏表のデザインが、エレック盤オリジナルLPを踏襲したものになっている。

## 収録曲
1. SHOW
words & music by 山下達郎
2. DOWN TOWN
words by 伊藤銀次, music by 山下達郎
3. 蜃気楼の街
words & music by 大貫妙子
4. 風の世界
words & music by 大貫妙子
5. ためいきばかり
words & music by 村松邦男
6. いつも通り
words & music by 大貫妙子
7. すてきなメロディー
words by 伊藤銀次 · 大貫妙子 · 山下達郎, music by 大貫妙子 · 山下達郎
8. 今日はなんだか
words by 山下達郎 · 伊藤銀次, music by 山下達郎
9. 雨は手のひらにいっぱい
words & music by 山下達郎
10. 過ぎ去りし日々“60's Dream”
words by 伊藤銀次, music by 山下達郎
11. SUGAR
  - words & music by 山下達郎
  - (Bonus Tracks)
12. 夏の終りに (Demo)
  - words & music by 山下達郎
  - 新たに発見された8チャンネルのマルチトラック・テープからのリミックス・ヴァージョン。従来盤の冒頭でカットされていたやりとりが、全編収録されている[book 2]。
13. パレード (Demo)
words & music by 山下達郎
14. SHOW (Demo)
words & music by 山下達郎
15. 指切り (Demo)
words by 松本隆, music by 大瀧詠一
16. 想い (live version)
  - words by 長門芳郎, music by 小宮やすゆう
  - M16,17両曲ともクレジットはないが、1974年4月18日、池袋シアター・グリーンで行われた“HOBO'Sコンサート”からのライブ・ヴァージョン。<想い>の作曲者である小宮やすゆうは、オリジナルの少なかった結成後間もない頃の彼らにとって山下曰く「彼は我々の専属作曲家のようなものです」というほど、初期は交流が深かった。なお、「想い」はブックレットでは“words & music by 小宮やすゆう”となっているが、実際の作詞は長門芳郎[book 3]。
17. いつも通り (live version)
  - words & music by 大貫妙子
  - ほとんど初演に近い演奏だという。その後10月の演奏時にはアレンジがかなり変更されたが、あまり出来が良くなくてレコーディングに際し元のアレンジに戻された。
18. ためいきばかり (diff.mix version)
  - words & music by 村松邦男
  - ブラス・セクション入りの別ミックス。村松によれば、こちらが本テイクよりも先にミックスされたが、「なんかバンドっぽくないよね」という山下との会話から、アルバム収録のヴァージョンになったという。バンドっぽいサウンドについて村松は、そこまで意識していたわけではないとし、「例えば<いつも通り>の弦とかは、あっても不自然ではないけど、<ためいきばかり>のブラスには、度肝を抜かれるというか」[book 4]としている。その他、ギターにも違いがみられる[book 3]。
19. SUGAR (wild mix version)
  - words & music by 山下達郎
  - オリジナル・ヴァージョンより約50秒短い[book 3]。
20. DOWN TOWN （カラオケ）
  - words by 伊藤銀次, music by 山下達郎
  - 2015年にリリースされた『SONGS -40th Anniversary Ultimate Edition-』収録のカラオケとはクラビネットのテイクが異なる[book 3]。

## クレジット
| SUGAR BABE :                              | |
| 山下達郎                                  | - Lead Vocal (1,2,7-16,19), Electric Guitar, Acoustic Guitar, Keyboards, - Vibe, Glocken, Percussion & Background Vocals |
| 大貫妙子                                  | Lead Vocal (3,4,6,7,17), Keyboards, Glocken & Background Vocals                                                          |
| 村松邦男                                  | Lead Vocal (5,18), Electric Guitar & Background Vocals                                                                   |
| 鰐川己久男                                | Electric Bass & Background Vocals                                                                                        |
| 野口明彦                                  | Drums (1,2,11-17,19,20) & Percussion                                                                                     |
|                                           | |
| 上原裕                                    | Drums (3-9,18) & Percussion                                                                                              |
| ………                                       | |
| 大瀧詠一                                  | Bass Vocals (7,11,19) |
| 布谷文夫                                  | Noise? (11,19) |
| 福生Exciters                              | Noise! (11,19) |
|                                           | |
| 木村真                                    | Percussion |
| ………                                       | |
| Produced by 大瀧詠一 & 山下達郎           | |
| All Songs Arranged by 山下達郎            | |
| ………                                       | |
| Recording Engineers : 笛吹銅次 & 山下有次 | |

| Studios :                                      | - CBS SONY Roppongi 1st. & 2nd. - ELEC Studio 2nd. - MOURI Studio 1st. - Fussa 45 Studio |
| Mixed by 笛吹銅次                              |                                                                                          |
| ………                                            |                                                                                          |
| Cover Illustration, Design & Photos : 金子辰也 |                                                                                          |

### スタッフ
| 《Re-Mastering Data》                                                         |
| A/D Transfers by 中里正男 at ONKIO HAUS, Ginza, 2005                          |
| D/D Transfers by 内藤哲也 at Sony Music Studios Tokyo, 2005                   |
| Mastering by 笛吹銅次 at Fussa 45 Studio, Fussa, 2005                         |
| Remixed by 笛吹銅次                                                           |
| Assistant Engineers : 内藤哲也、斉藤隆之、高山浩也 (Sony Music Studios Tokyo) |
|                                                                               |

| 《Re-Issue Staff》                                             |
| Director : 城田雅昭 (Sony Music Records)                       |
| Thanks To : 長門芳郎、前田祥丈、牧村憲一、土橋一夫、高瀬康一   |
| Reissue Supervisor : 山下達郎                                  |
| Producer : 大瀧詠一 (The Niagara Enterprises)                  |
|                                                                |
| This album was originally released in 1975 as Niagara NAL-0001 |

## リリース日一覧
| 地域 | リリース日    | レーベル                     | 規格 | カタログ番号 | 備考 |
| ---- | ------------- | ---------------------------- | ---- | ------------ | --- |
| 日本 | 2005年12月7日 | NIAGARA ⁄ Sony Music Records | CD   | SRCL 5003    | 新規リマスター音源、ボーナス・トラック9曲収録。ジャケットの紙質と裏表のデザインが、エレック盤オリジナルLPを踏襲したものになっているほか、帯も表面はエレック盤オリジナルLPに近づけたデザインになっている。 |